# Лигула
Ли́гула, или язычо́к, — в ботанике тонкий отросток, выходящий из места соединения листовой пластинки и черешка у многих представителей семейств Злаки (Poaceae) и Осоковые (Cyperaceae) или ремнеобразный венчик, как, например, у мелких цветков в корзинках представителей семейства Астровые (Asteraceae). Также лигула характерна для класса плауновидных.

## Злаки и осоковые

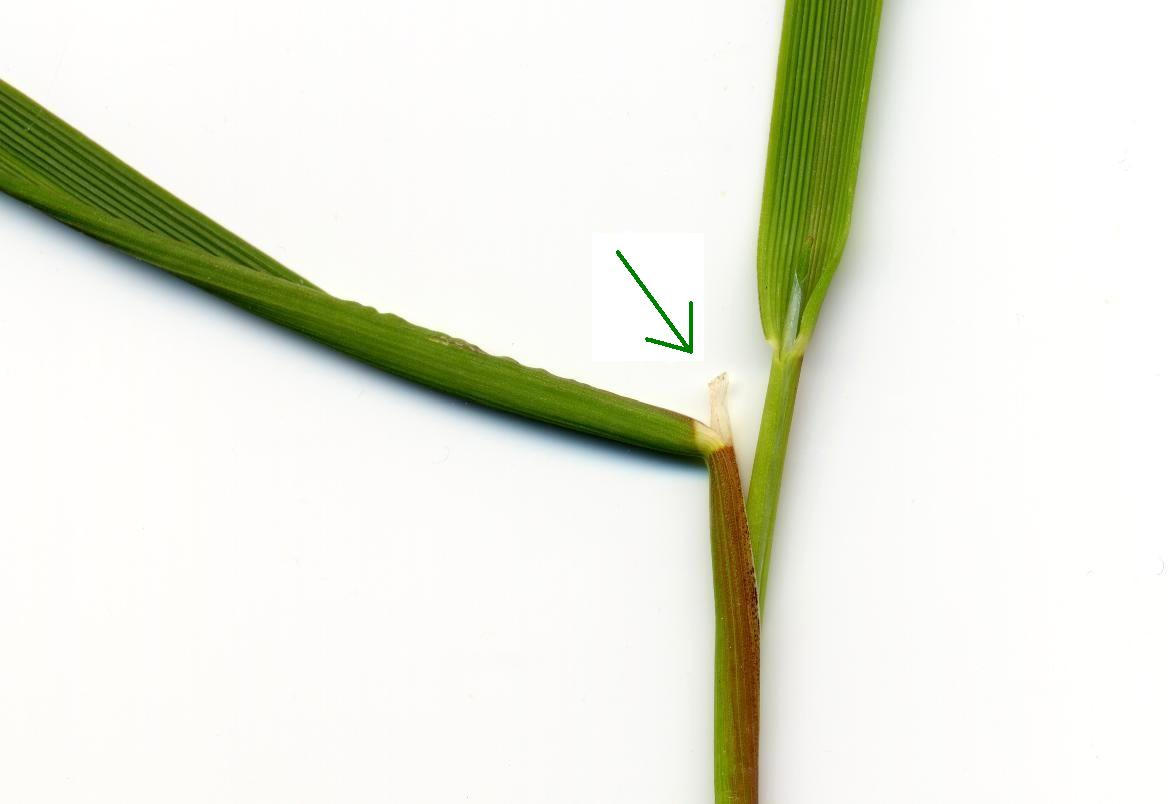

Лигула образуется во внутренней части основания листа, в промежутке между тем местом, где лист отходит от стебля и собственно стеблем. Она может принимать несколько различных форм, но всегда представляет собой полупрозрачную плёнку или бахрому. Плёнчатая лигула может быть как очень короткой — 1—2 мм у мятлика лугового (лат. Poa pratensis), или, напротив, очень длинной — 10—20 мм у Sorghum halepense. Она может быть как зазубренной по краю, так и гладкой. Некоторые злаки, например ежовник обыкновенный (Echinochloa crus-galli), вовсе не имеют лигулы.
Лигула также может определяться как плёнчатая ткань или ряд нежных волосков, располагающийся у злаков в месте соединения листового влагалища и листовой пластинки. В этом случае лигула представляет собой продолжение листового влагалища и окружает стебель, подобно ему. Существует два основных типа лигулы: плёнчатая и бахромчатая. Кроме того, у некоторых растений она отсутствует. Однако всё же большая часть злаков имеют лигулу, и её форма, длина и характер происхождения являются характерной чертой отдельных родов и некоторых видов злаков.
Злакоподобные травы, такие как члены семейств Осоковые (лат. Cyperaceae) и Ситниковые (лат. Juncaceae), лигул не имеют, или же они слаборазвиты.

Лигулоподобный цветок, типичный для некоторых представителей сложноцветных:
A — завязь
B — пушок
C — микроспорангий
D — лигула
E — пестик

## Сложноцветные
У сложноцветных «лигулой» называют лигулоподобный венчик маленьких цветков, входящих в состав соцветия-корзинки.